# Berry-Bouy
Berry-Bouy – miejscowość i gmina we Francji, w Regionie Centralnym, w departamencie Cher.
Według danych na rok 1990 gminę zamieszkiwało 966 osób, a gęstość zaludnienia wynosiła 31 osób/km² (wśród 1842 gmin Regionu Centralnego Berry-Bouy plasuje się na 413. miejscu pod względem liczby ludności, natomiast pod względem powierzchni na miejscu 325.).